# Der Eispeter
Der Eispeter ist eine der frühen Bildergeschichten des humoristischen Dichters und Zeichners Wilhelm Busch. Sie erschien 1864 in den Bilderpossen, der ersten eigenständigen Veröffentlichung Wilhelm Buschs, der in den Jahren zuvor Bildergeschichten nur für die Fliegenden Blätter und den Münchener Bilderbogen gezeichnet hatte. Die Geschichte variiert das Thema der klassischen Aufklärungspädagogik, aber verfremdet sie gleichzeitig in besonderer Weise.

## Inhalt
Peter ist ein Knabe, der die enge Stube der Eltern verlässt, die sich am Ofen wärmen. Der Vater ist mit Schlafrock, Zipfelmütze und langer Pfeife ausgestattet. Die Mutter sitzt mit Schürze und Arbeitskleid am Ofen. Gegen die Warnung seines Onkels, der Förster ist, begibt er sich mit seinen Schlittschuhen auf Eis. Er bricht ein und gefriert zum Eisklotz, der, heimgetragen und an den Ofen gestellt, vollkommen dahinschmilzt. Den Eltern bleibt nichts anderes, als ihren Sohn in einen Einmachtopf zu füllen und zwischen Gurke und Käse zur letzten Ruhe zu betten.

## Wirkung
Die Bilderpossen verkauften sich sehr schlecht. Für ihren Verleger Heinrich Richter bedeuteten sie einen deutlichen finanziellen Verlust. Möglicherweise ist dies zum Teil auf die Geschichte vom Eispeter zurückzuführen, die bis heute Befremdung auslöst. Wolfgang Teichmann, der Herausgeber der 1960/1961 in der DDR erschienenen Gesamtausgabe, fand sie so schockierend, dass er sie als einzige Bildergeschichte nicht in seine Edition aufnahm.

## Belege